# Přehrada Roseires
Přehrada Roseires (arabsky خزان الروصيرص‎) je přehrada na Modrém Nilu v jihovýchodní části Súdánu. Přesněji se nachází u města Ad-Damazin zhruba 470 km jihovýchodně od Chartúmu. Vybudována byla během let 1961 až 1966. V lednu 2013 bylo dokončeno zvýšení a rozšíření hráze. Její současná délka je 25 km a výška střední betonové části dosahuje 78 m. Celkový objem nádrže činí 7,4 km³.

## Historie

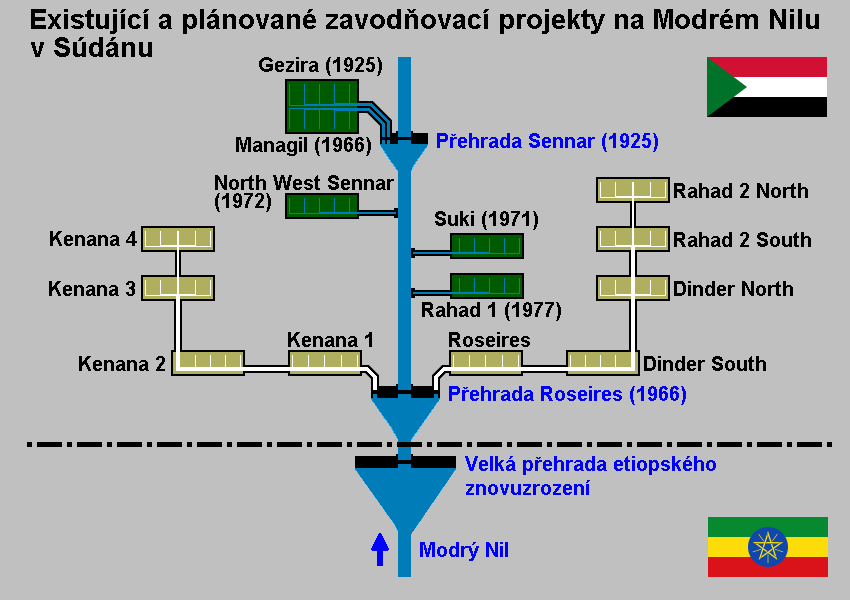
Existující a plánované zavodňovací projekty na Modrém Nilu v Súdánu

Záměr vybudovat přehradu poblíž hranic s Etiopií vznikl v Súdánu již během britské koloniální správy. Měla zajišťovat vodu pro zavodňovací projekt Kenana, který byl plánován v podobném rozsahu jako již fungující systém Gezira. Po vyhlášení nezávislosti Súdánu v roce 1956, neměl nově vzniklý stát dostatek financí na tak velkou stavbu. Když byl na přelomu 50. a 60. let vybudován přivaděč Managil, který odváděl vodu ze Sennarské přehrady do polí v okolí města Al Managil, přestala zásobní kapacita této přehrady stačit. Většinu zadržené vody pro období sucha spotřebovával zavodňovací systém Gezira, vybudovaný při stavbě přehrady o více než třicet let dříve. Další problém představovalo každoroční ukládání značného množství sedimentů a tím snižování už tak nedostatečného zásobního prostoru. Jediným řešením bylo vybudovat další přehradu, umístěnou výše proti proudu, která by dokázala zadržet požadovaný chybějící objem.
V roce 1959 byla mezi Egyptem a Súdánem uzavřena nová dohoda o využívání Nilu, ve které bylo Súdánu povoleno vybudovat přehradu Roseires a přiznáno právo využívat ročně 18,5 km³ vody. Po získání půjčky od Světové banky a Západního Německa byla v roce 1961 započata stavba. Dokončena byla v roce 1966. Celková délka hráze tehdy dosahovala 13,5 km a tvořila ji 1 km dlouhá pilířová betonová hráz a na ni navazující zemní sypané hráze o délkách 8,5 km na západní a 4 km na východní straně. Výška střední betonové hráze činila 68 m. Plocha nádrže dosahovala 290 km² a její celkový objem byl 3,024 km³. O několik let později v roce 1971 byla zprovozněna elektrárna.
S postupem let se však i tato nádrž potýkala se stejnými problémy jako přehrada u Sennaru. V důsledku každoročních záplav se značně snížil její zásobní objem. Uvádí se, že během let 1966 až 1995 došlo vlivem ukládání sedimentů ke snížení kapacity přehrady o 40 procent. Bylo proto rozhodnuto zvýšit a prodloužit hráz, s čímž bylo počítáno už během její výstavby v 60. letech. Hráz byla zvýšena o 10 m a prodloužena na současných 25 km. Plocha nádrže se z původních 290 km² rozrostla na 627 km².

## Využití
Hlavním účelem přehrady je akumulace vody pro zavlažování v období sucha. Další význam spočívá ve výrobě elektrické energie. Využívána je též i pro rybolov.

### Zavlažování
V současné době slouží přehradní nádrž jako zásobní prostor pro zavodňovací systémy Gezira a Managil v součinnosti se Sennarskou přehradou. Dále zajišťuje vodu pro zavodňovací systémy Suki, North West Sennar a Rahad 1, které čerpají vodu z řeky v úseku mezi přehradami. Do oblasti Rahad 1 v povodí stejnojmenného toku je voda vedena přivaděčem přes povodí řeky Dinder, kterou kanál podtéká vybudovaným sifonem. Plánovány jsou další zavodňovací projekty Kenana, Roseires, Dinder a Rahad 2, které budou odebírat vodu přímo z přehrady.

### Vodní elektrárna
Od roku 1971 je přehrada využívána také k výrobě elektrické energie. Před navýšením hráze byla elektrárna vybavena sedmi Kaplanovými turbínami o celkovém výkonu 280 MW. Kromě této elektrárny je zde v provozu ještě malá vodní elektrárna s dvěma turbínami o celkovém výkonu 2 MW. Ta je určena pro provoz přehrady a přilehlé město.